# Alex Elmsley
Alex Elmsley, ilusionista inglés, nació el 2 de marzo de 1929 en Inglaterra y murió el 8 de enero del 2006. Era programador de computadores, y es reconocido mundialmente por ser el creador de la cuenta Elmsley, o cuenta fantasma. Es uno de los pocos magos que han investigado las propiedades de los sistemas de barajado de cartas matemáticamente, junto con expertos como Martin Gardner y Persi Diaconis.
Es reconocido como uno de los más brillantes innovadores en la cartomagia, inventando cientos de trucos. Además, su cuenta ha permitido el desarrollo de aún más juegos y efectos creados por magos de todo el mundo. Escribió tres series de lecturas Low cunning en 1957, que modificaría dos años después, y en 1975 realizó publicó sus trabajos finales con el título de Cardwork. Escribió además dos libros bajo el título de Collected works of Alex Elmsley, donde explicaba 200 trucos de su creación, incluyendo efectos con monedas, su reconocido truco de la carta en la billetera, y juegos que usaban efectos clásicos. Publicó además una serie de  4 videos lamadaThe Magic of Alex Elmsley: The Tahoe Sessions, donde muestra sus juegos legendarios y rutinas de copas y bolas, además de algunas manipulaciones de cartas para jugadores. Realizó algunas exposiciones y convenciones en clubs.
Alex Elmsley falleció el 8 de enero de 2006 debido al cáncer que padecía.

## La cuenta Elmsley
Elmsley es mundialmente reconocido principalmente por crear la cuenta que lleva su nombre en su honor. Creada en 1941, era desconocida hasta que Dai Vernon la popularizó en su efecto Twisting the Aces; El profesor aprendió la cuenta en Londres en 1951. Se utiliza principalmente para contar cuatro cartas como cuatro, pero sin que se vea una de ellas. Es utilizada en un enorme número de efectos mágicos. También puede usarse para contar cinco cartas como cuatro, o cualquier número de cartas que no sea muy alto(entre 4 y 7)